# Gaeltacht

Obszary Gaeltacht w Irlandii

Gaeltacht [ˈgᶭeːɫt̪əxt̪], (irl. An Ghaeltacht, w liczbie mnogiej Gaeltachtaí [ˈgᶭeːɫt̪əxt̪iː]) – termin używany w Irlandii na określenie obszaru, na którym język irlandzki jest w powszechnym użyciu i gdzie zachowała się tradycyjna irlandzka kultura. Stanowią go tereny na południu i zachodzie wyspy, szczególnie w hrabstwach Kerry, Galway, Waterford, Cork, Mayo i Donegal. Za rozwój tego obszaru odpowiada Ministerstwo Sztuki, Dziedzictwa Narodowego i Gaeltacht.

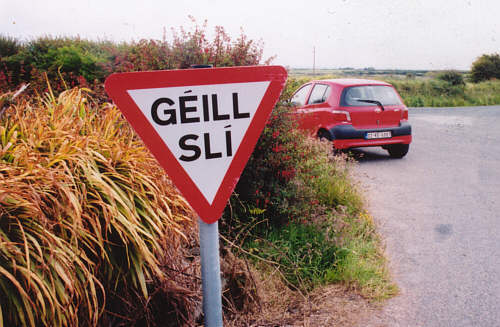
Ustąp pierwszeństwa przejazdu w hrabstwie Waterford z napisem po irlandzku

Zgodnie z ustawą z 2003 roku (ang. Official Languages Act, 2003) angielskie nazwy miejscowości w Gaeltacht nie są nazwami oficjalnymi. Stosuje się tylko irlandzkie nazwy.

## Historia

### Pierwsza Komisja ds. Gaeltacht[2]
Rozporządzeniem Rady Wykonawczej (ang. Executive Council) z dnia 25 stycznia 1925 roku powołano pierwszą Coimisiún na Gaeltachta (Komisja ds. Gaeltacht). Głównymi celami komisji były:
- zbadanie, które obwody wyborcze (ang. district electoral divisions) można uznać za irlandzkojęzyczne, a które za częściowo irlandzkojęzyczne.
- zbadanie i stworzenie rekomendacji w zakresie używania języka irlandzkiego w administracji i edukacji w tych obwodach oraz zarekomendowanie kroków, jakie należy podjąć w celu poprawy sytuacji ekonomicznej mieszkańców tych obszarów.

Komisja swój raport ogłosiła latem 1926 roku. W raporcie przyjęto, że obwodem irlandzkojęzycznym można nazwać obwód, w którym ludność w przynajmniej 80% mówi po irlandzku. W ten sposób zdefiniowano obszary w hrabstwach Donegal, Mayo, Galway, Clare, Kerry, Cork i Waterford. Obwód częściowo irlandzkojęzyczny został zdefiniowany jako obszar w którym nie mniej niż 25% a nie więcej niż 79% populacji posługuje się językiem irlandzkim – takie tereny istniały w hrabstwach: Donegal, Mayo z częścią w Sligo, Galway, Clare, Kerry, Cork, Waterford z częścią w Tipperary.
| Hrabstwo  | Osoby irlandzkojęzyczne | Osoby irlandzkojęzyczne | Populacja | Populacja | Procent populacji irlandzkojęzycznej | Procent populacji irlandzkojęzycznej |
| Hrabstwo  | 1911                    | 1925                    | 1911      | 1925      | 1911                                 | 1925                                 |
| --------- | ----------------------- | ----------------------- | --------- | --------- | ------------------------------------ | ------------------------------------ |
| Donegal   | 43 185                  | 42 319                  | 54 584    | 47 761    | 79,1                                 | 88,6                                 |
| Mayo      | 21 320                  | 21 291                  | 26 903    | 24 176    | 79,2                                 | 88,0                                 |
| Galway    | 48 431                  | 46 661                  | 58 750    | 50 929    | 82,4                                 | 91,6                                 |
| Clare     | 2 963                   | 2 963                   | 4 031     | 3 374     | 73,5                                 | 87,8                                 |
| Kerry     | 21 838                  | 21 890                  | 29 205    | 24 524    | 74,8                                 | 89,3                                 |
| Cork      | 6 518                   | 6 877                   | 8 800     | 7 800     | 74,0                                 | 88,1                                 |
| Waterford | 5 422                   | 4 820                   | 7 482     | 6 210     | 72,5                                 | 77,6                                 |
| Razem     | 149 677                 | 146 821                 | 189 755   | 164 774   | 79,0                                 | 89,1                                 |

| Hrabstwo              | Osoby irlandzkojęzyczne | Osoby irlandzkojęzyczne | Populacja | Populacja | Procent populacji irlandzkojęzycznej | Procent populacji irlandzkojęzycznej |
| Hrabstwo              | 1911                    | 1925                    | 1911      | 1925      | 1911                                 | 1925                                 |
| --------------------- | ----------------------- | ----------------------- | --------- | --------- | ------------------------------------ | ------------------------------------ |
| Donegal               | 10 137                  | 6 921                   | 25 478    | 21 416    | 39,8                                 | 32,3                                 |
| Mayo i Sligo          | 37 347                  | 24 421                  | 73 247    | 63 728    | 50,9                                 | 38,2                                 |
| Mayo i Sligo          | 1 359                   | 879                     | 2 330     | 1 934     | 58,3                                 | 45,5                                 |
| Galway City hrabstwo  | 4 948                   | 5 375                   | 13 255    | 11 449    | 37,3                                 | 46,9                                 |
| Galway City hrabstwo  | 28 741                  | 19 193                  | 48 542    | 43 502    | 59,2                                 | 44,1                                 |
| Clare                 | 22 806                  | 13 764                  | 47 245    | 40 831    | 48,3                                 | 33,7                                 |
| Kerry                 | 23 224                  | 15 587                  | 49 860    | 41 475    | 46,8                                 | 37,6                                 |
| Cork                  | 24 374                  | 15 635                  | 53 558    | 45 154    | 45,5                                 | 34,6                                 |
| Waterford i Tipperary | 12 063                  | 8 072                   | 28 548    | 24 154    | 42,3                                 | 33,5                                 |
| Waterford i Tipperary | 828                     | 738                     | 1 397     | 1 247     | 59,3                                 | 59,2                                 |
| Razem                 | 165 827                 | 110 585                 | 343 460   | 294 890   | 48,3                                 | 37,5                                 |

Komisja zdefiniowała termin Gaeltacht jako obszary zawierające obwody irlandzkojęzyczne i częściowo irlandzkojęzyczne. Zauważono także, że 13,7% nauczycieli w obwodach irlandzkojęzycznych i 42% w obwodach częściowo irlandzkojęzycznych w szkołach podstawowych nie ma żadnych kwalifikacji w języku irlandzkim. W stosunku do szkół ponadpodstawowych komisja stwierdziła, „że nie można powiedzieć, że istnieje w chwili obecnej edukacja dla osób irlandzkojęzycznych”, ani nawet zadowalająca edukacja w języku irlandzkim w całym kraju. Raport zawierał także wskazówki odnośnie do urzędników, gdyż osoby z Gaeltacht na ogół musiały posługiwać się językiem angielskim, a nie irlandzkim. Komisja zaproponowała rozwiązanie, w którym stwierdziła, że w organach władzy lokalnej nie można na stałe zatrudnić osoby tylko angielskojęzycznej, jeśli na dane stanowisko jest kompetentna osoba ze znajomością irlandzkiego.
Raport zawiera 82 główne zalecenia w sprawie ratowania języka irlandzkiego i ochrony obszaru Gaeltacht.

An Ghaeltacht 1956

### Gaeltacht Areas Orders
21 sierpnia 1956 roku wydano Gaeltacht Areas Order, który na nowo zdefiniował granice Gaeltacht. Ten dokument rządowy wymienia poszczególne obwody głosowania w hrabstwach: Kerry, Cork, Donegal, Galway, Mayo i Waterford. W sumie w Gaeltacht znalazły się 84 obwody głosowania i 54 części obwodów.
5 sierpnia 1967 roku do Gaeltacht włączono obszary (części obwodów Rathmore, Kilbride, Donaghpatrick, Teltown w hrabstwie Meath. 
Trzeci Gaeltacht Area Order pochodzi z 25 czerwca 1974 roku i włącza do obszaru Gaeltacht obwody Ballyduff, Cloghane i Brandon, jedną część obwodu Stradbally w hrabstwie Kerry oraz części obwodów wyborczych Ardmore, Ballymacart, Ringville w hrabstwie Waterford.
Ordú Na Limistéar Gaeltachta (Gaeltacht Area Order) z 2 grudnia 1982 włącza części obwodów: Candroma oraz Kilnamartery w hrabstwie Cork, a także części Athboy, Kilbride, Donaghpatrick i Rathmore w hrabstwie Meath.

### Komisja ds. Gaeltacht (2000–2002)
4 kwietnia 2000 roku rząd irlandzki powołał kolejną Coimisiún na Gaeltachta. Komisja zauważyła, że na 154 obwodów głosowania (ang. district electoral divisions'), które w całości lub częściowo zawierają się w obszarze Gaeltacht tylko w osiemnastu 75% lub więcej populacji rozmawia codziennie po irlandzku. 12 z tych obwodów jest w hrabstwie Galway, 4 w hrabstwie Donegal i 2 w hrabstwie Kerry. Gdyby zachować kryteria (80% populacji irlandzkojęzycznej) pierwszej komisji z 1926 roku, tylko 12 obwodów kwalifikowałoby się do miana obwodów irlandzkojęzycznych w Gaeltacht.
Zalecono wprowadzenie siedmioletniego okresu przejściowego, po którym obszary w których przynajmniej 50% populacji posługuje się na co dzień językiem irlandzkim miały zostać w pełni uznane jako Gaeltacht. Obszarom, gdzie po irlandzku codziennie mówi 40–50% populacji dano siedmioletni okres przejściowy na wzmocnienie stopnia używania języka.
Komisja zauważyła, że same dane ze spisu ludności nie wystarczą na prawidłowe zdefiniowanie obszarów irlandzkojęzycznych. Zalecono branie pod uwagę takich czynników jak:
- liczba rodzin używających irlandzkiego w domu;
- stosowanie irlandzkiego w żłobkach, przedszkolach, szkołach podstawowych i ponadpodstawowych oraz stopień, w jakim wpływa to na zachowanie języka i społeczność;
- stosowanie irlandzkiego w biznesie i przemyśle;
- stosowanie irlandzkiego w organizacjach społecznych;
- stosowanie irlandzkiego w kościołach;
- stosowanie irlandzkiego w sektorze turystyki;
- stosowanie irlandzkiego w działaniach sportowych i rekreacyjnych;
- liczba i procent osób irlandzkojęzycznych w obwodach głosowania;
- liczba i procent osób wykorzystujących język irlandzki w życiu codziennym;
- inne powiązane czynniki.

W raporcie przedstawiono 19 głównych rekomendacji do wdrożenia w celu poprawy sytuacji językowej, edukacyjnej i ekonomicznej Gaeltacht. 

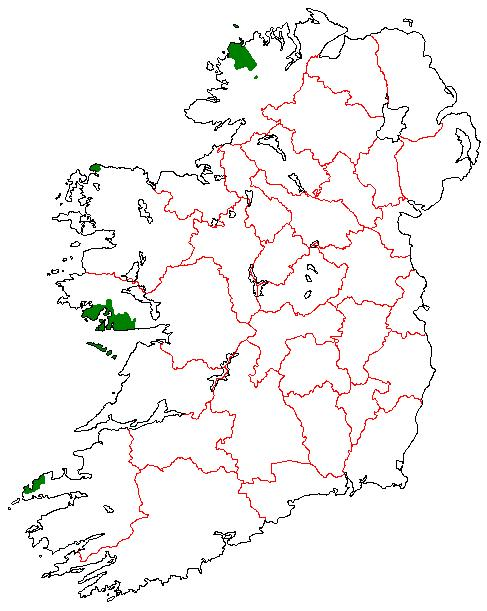
An Ghaeltacht 2007, strefa A

### Raport Acadamh na Hollscolaíochta Gaeilge
W 2007 roku Acadamh Na Hollscolaíochta Gaeilge (część National University of Ireland, Galway) we współpracy z National Institute for Regional Andspatial Analysis (część National University of Ireland, Maynooth) opublikowała raport, w którym zaleca podzielenie obszaru Gaeltacht na trzy strefy:
- A – 67% lub więcej populacji (w wieku 3+) posługuje się codziennie językiem irlandzkim
- B – 44%–66% populacji irlandzkojęzycznej, w której jednak język angielski odgrywa rolę przeważającą, ale są duże obszary irlandzkojęzyczne
- C – 43% lub mniej procent populacji używa na co dzień języka irlandzkiego, język angielski odgrywa dominującą rolę.

Raport wykazuje także różnice pomiędzy danymi ze spisu ludności a danymi z Scéim Labhairt na Gaeilge (Plan mówienia po irlandzku) dotyczącymi populacji posługującej się na co dzień językiem irlandzkim.

### Ustawa o Gaeltacht 2012
Gaeltacht Act 2012 – jest nową ustawą mającą na celu zdefiniowanie obszaru Gaeltacht na nowo oraz uporządkować działanie Údarás na Gaeltachta. Akt został podpisany 25 lipca 2012 przez prezydenta Irlandii. Według ustawy miano Gaeltacht będą posiadały obszary, które spełniają kryteria lingwistyczne, a nie jak do tej pory geograficzne. Ten akt ma zapewnić także dobre wykonanie strategii dla języka irlandzkiego na lata 2010–2030 przez Údarás na Gaeltachta (ang. 20-Year Strategy for the Irish Language 2010–2030).

## Obszary[11]
| Obszar    | Obszar | Obszar              | Liczba ludności | Liczba ludności                   | Liczba ludności                           | Liczba ludności                                                    | Szkolnictwo  | Szkolnictwo | Szkolnictwo     |
| Hrabstwo  | km²    | % całości Gaeltacht | całkowita       | znająca język irlandzki (wiek 3+) | mówiąca codziennie po irlandzku (wiek 3+) | w wieku szkolnym (3+) mówiąca na co dzień po irlandzku poza szkołą | przedszkolne | podstawowe  | ponadpodstawowe |
| --------- | ------ | ------------------- | --------------- | --------------------------------- | ----------------------------------------- | ------------------------------------------------------------------ | ------------ | ----------- | --------------- |
| Cork      | 262    | 5,64                | 3 895           | 2 951                             | 1 583                                     | 309                                                                | 4            | 6           | 2               |
| Donegal   | 1 502  | 32,36               | 24 744          | 17 132                            | 10 668                                    | 1 533                                                              | 22           | 42          | 7               |
| Galway    | 1 225  | 26,39               | 48 907          | 30 978                            | 18 122                                    | 2 329                                                              | 17           | 43          | 9               |
| Kerry     | 642    | 13,83               | 8 729           | 6 185                             | 3 719                                     | 626                                                                | 8            | 14          | 2               |
| Mayo      | 905    | 19,5                | 10 886          | 6 667                             | 2 682                                     | 202                                                                | 5            | 25          | 4               |
| Meath     | 44     | 0,95                | 1 771           | 1 054                             | 596                                       | 93                                                                 | 2            | 4           | 1               |
| Waterford | 62     | 1,33                | 1 784           | 1 271                             | 769                                       | 128                                                                | 2            | 3           | 1               |
| Razem     | 4642   | 100                 | 100 716         | 66 238                            | 38 139                                    | 5 220                                                              | 60           | 137         | 26              |

### Cork
Gaeltacht Chontae Chorcaí – największymi wsiami są: Baile Mhic Íre/Baile Bhuirne i Béal Átha an Ghaorthaidh oraz wyspa Cléire (ang. Cape Clear Island), znajdująca się przy wybrzeżu zachodniej części hrabstwa Cork.

### Donegal
Gaeltacht Chontae Dhún na nGall lub Gaeltacht Thír Chonaill – głównymi obszarami irlandzkojęzycznymi w Donegal są dystrykty Na Rosa, Gaoth Dobhair i Cloich Cheann Fhaola (centrum Gaeltacht w Donegal).

### Galway
Gaeltacht Chontae na Gaillimhe – zawiera w większości obszary położone na zachód od miasta Galway; i Gaeltacht Chathair na Gaillimhe – przedmieścia miasta Galway. Największymi ośrodkami są An Spidéal, położony 19 km na zachód od Galway i An Cheathrú Rua 48 km na zachód od Galway.

### Kerry
Gaeltacht Chontae Chiarraí – zawiera dwa obszary – Corca Dhuibhne, który znajduje się na półwyspie Dingle, z największym miastem An Daingean oraz Rathach Uibh, który położona jest na półwyspie Iveragh z największym skupiskiem ludności w Baile an Sceilg.

### Mayo
Gaeltacht Chontae Mhaigh Eo – obszar irlandzkojęzyczny w hrabstwie Mayo. Głównym miastem regionu jest Béal an Mhuirthead, położone 72 km od stolicy hrabstwa Castlebar i 110 km od Portu lotniczego Knock. 

### Meath
Gaeltacht Chontae na Mí – najmniejszy z obszarów Gaeltacht w Irlandii. Na obszar składają się dwie wsie: Rath Cairn i Baile Ghib. Historia powstania jedynego obecnie obszaru Gaeltacht w prowincji Leinster jest inna niż wszystkich pozostałych. W związku z głodem ziemi w Irlandii postanowiono przesiedlić część ludności z obszaru Gaeltacht do Ráthcairn, a potem także do Cill Bhríde i Baile Ghib. Pierwsi koloniści przybyli z Connemara w 1935 roku i otrzymali po około 9 ha (22 akry) ziemi. Projekt przesiedleń był bardzo kontrowersyjny i wywoływał napięcia zarówno wśród polityków jak i lokalnej ludności hrabstwa Meath. W 1938 roku zorganizowano imprezę integracyjną w celu złagodzenia napięć pomiędzy przybyszami. W wydarzeniu uczestniczył Taoiseach Éamon de Valera, minister edukacji Thomas Derrig i senator Peadar O’Maille. W sumie w latach 1935–1939 przesiedlonych zostało około 660 osób. Napięcia wśród społeczności lokalnej widoczne były aż do lat 70 XX w. W 1967 obszar ten włączono oficjalnie do Gaeltacht.

### Waterford
Gaeltacht Chontae Phort Láirge lub Gaeltacht na nDéise lub Gaeltacht na Rinne – usytuowany jest 10 km na południowy zachód od stolicy hrabstwa Dungarvan. Położony jest na terenie dwóch osad An Rinn (Rinn Ua gCuanach) i An Sean Phobal.